# ناحیه امرسون، میشیگان
ناحیه امرسون (به انگلیسی: Emerson Township) یک منطقهٔ مسکونی در ایالات متحده آمریکا است که در شهرستان گراتیت، میشیگان واقع شده‌است.
 ناحیه امرسون ۹۱٫۲ کیلومتر مربع مساحت و ۹۶۶ نفر جمعیت دارد و ۲۲۳ متر بالاتر از سطح دریا واقع شده‌است.